# Keaweʻīkekahialiʻiokamoku
Keawe‘īkekahiali‘iokamoku (1683 – Honolulu, 1719) fu re delle Hawaii dal 1699 al 1712.
Secondo alcune fonti, sarebbe stato il nonno del primo re delle Hawaii Kamehameha I che governò le isole fino al 1815, quindi sarebbe stato il fondatore della dinastia di Kamōha. Non si hanno notizie di altri reggenti Hawaiani prima di lui.
Durante il suo regno sembra che il vulcano Krakatoha abbia eruttato distruggendo e sterminando quasi l'intera isola.